# Ambohitrambo
Ambohitrambo est une commune rural malgache, située dans la partie nord est de la région d'Itasy.